# Tibor Kasics
Tibor Kasics (28. Dezember 1904 in Budapest – 3. Juli 1986 in Zürich) war ein Schweizer Pianist, Komponist und Dirigent ungarischer Herkunft.

## Leben und Werk
Tibor Kasics war der Sohn des Pianisten, Klavierpädagogen und Ministerialrat im Finanzministerium Ozman Kasics und der Altistin Ilona Durigo. Er hatte zumindest eine Schwester, Ilonka, später verehelichte Rederer, die ebenfalls Sängerin wurde. Als seine Mutter 1919 an das Konservatorium Zürich berufen wurde, begann er dort sein Musikstudium. Weitere Studien erfolgten an der Wiener Musikakademie und an der Staatlichen Akademischen Hochschule für Musik in Berlin. Er begleitete seine Mutter als Pianist auf ihren Konzertreisen. 
Im Jahr 1929 gründete er in Berlin mit Werner Finck das Kabarett Die Katakombe. Von 1932 bis 1934 wirkte er als musikalischer Leiter am Schauspielhaus Zürich und war ab 1934 in Zürich beim neu gegründeten Cabaret Cornichon engagiert. Er komponierte die Musik für die von dem Kabarettisten Curt Bry und der Dramatikerin Marianne Rieser gemeinsam erarbeitete Zeitungsrevue Schwarz auf Weiss, die als Silvesterpremiere des Jahres 1934 am Schauspielhaus uraufgeführt wurde. 1937 komponierte er das Oratorium Jemand gegen den Hitlerfaschismus, beruhend auf Texten von Hans Sahl nach dem Holzschnittzyklus Die Passion eines Menschen von Frans Masereel. Die Uraufführung erfolgte 1938 durch das Zürcher Arbeitersängerkartell im Volkshaus Zürich. Für diese Komposition verwendete er das Pseudonym Viktor Halder. 
Kasics war später Kapellmeister und Korrepetitor am Stadttheater Zürich, am Theater Basel und am Stadttheater Bern sowie am Theater für den Kanton Zürich. Von 1956 bis 1984 arbeitete er als Programmgestalter, Komponist, Pianist und Bandleader beim Schweizer Radio und Fernsehen (SRF). 1959 wurde er mit der Ehrengabe der Stadt Zürich ausgezeichnet. Von 1960 bis 1986 wirkte er als Lehrer an der Schauspielakademie Zürich. 1970 schrieb er die Musik für den Dialektfilm Dällebach Kari.
Kasics war ab 1951 mit der Tänzerin und Tanzpädagogin Ursula «Ulla» Kasics (geb. Krause, 1926–2023) verheiratet, mit der er zwei Söhne hatte. Sein jüngerer Sohn Kaspar Kasics (* 1952) wurde Dokumentarfilmer.